# ديف دوجان
ديفيد مايكل دوغان من مواليد 4 مارس 1973) هو سياسي من الحزب الوطني الاسكتلنديوشغل منصب عضو البرلمانعن أنجوس منذ الانتخابات . وكان دوغان هو المتحدث باسم أمن الطاقة والمتحدث الرسمي في الحزب الوطني الاسكتلندي منذ سبتمبر 2023. 

أثناء عمله كمستشار، جلس دوجان في عدد من اللجان، بما في ذلك لجنة البيئة والبنية التحتية، ولجنة الس والموارد الاستراتيجية. 
1. ↑  وصلة مرجع: https://candidates.democracyclub.org.uk/data/export_csv/?field_group=results&election_date=2024-07-04.
2. ↑  وصلة مرجع: https://candidates.democracyclub.org.uk/results/csv/parl.2019-12-12/.
3. ↑  مُعرِّف برلمان المملكة المتحدة: XsRd1Hh9.
4. ↑  "SNP announces frontbench reshuffle at Westminster". BBC News (بالإنجليزية البريطانية). 4 Sep 2023. Archived from the original on 2023-10-05. Retrieved 2023-09-10.
5. ↑  "MP Doogan steps down". Perthshire Advertiser. 21 فبراير 2020. مؤرشف من الأصل في 2023-04-09 – عبر PressReader.